# Euros Bowen
Euros Bowen (1904-1988) est un poète britannique de langue galloise.

## Biographie
Il était le frère du poète Geraint Bowen. Né à Treorchy, dans la vallée de la Rhondda, il a fréquenté le Presbyterian College de Carmarthen, puis l'université du Pays de Galles et l'université d'Oxford. Il a d'abord été membre du clergé anglican à Llangywer, puis est devenu recteur de Llanuwchllyn dans le Merionethshire. Il s'est retiré à Wrexham.
Il a remporté la Bard Crown au Eisteddfod Genedlaethol en 1948 pour O'r Dwyrain et de même en 1950 pour Difodiant.
Il a édité le magazine littéraire Y Fflam entre 1946 et 1952.

## Œuvres
- 1987 : Oes y Medwsa
- Lleidr Tân
- Buarth Bywyd
- Trin Cerddi